# Xã North Plains, Michigan
Xã North Plains (tiếng Anh: North Plains Township) là một xã thuộc quận Ionia, tiểu bang Michigan, Hoa Kỳ. Năm 2010, dân số của xã này là 1.279 người.